# Ornela Vorpsi
Ornela Vorpsi (Tirana, 1968) es una escritora y fotógrafa albanesa.

## Biografía
Ornela Vorpsi estudió Bellas Artes en la Accademia di Brera de Milán y en 1997 se mudó a París concluyendo sus estudios en la Université Paris VIII. En 2010 fue seleccionada entre los 35 mejores escritores europeos en la antología Best European Fiction 2010 (editada por Aleksandar Hemon, con prólogo de Zadie Smith).

## Libros
- Nothing Obvious, monografía fotográfica, Scalo, 2001
- Il paese dove non si muore mai, 2004
- Buvez du cacao Van Houten !, Éditions Actes Sud, 2005
- Vetri rosa, con Mat Collishaw y Philippe Cramer, Take 5, 2006
- La mano che non mordi, Einaudi, 2007